# Arctocephalus philippii
Espèce
Statut de conservation UICN

 LC  : Préoccupation mineure
Statut CITES
L'Otarie des îles Juan Fernandez (Arctocephalus philippii) est comme son nom l'indique endémique (elle ne vit que dans ce lieu) de l'Archipel Juan Fernández, au large des côtes du Chili, ou naquit l'histoire de Robinson Crusoé.
C'est la plus petite en taille des otaries, à l'exception de sa proche cousine, l'Otarie des Galapagos Arctocephalus galapagoensis, qui est encore plus petite.
Découverte au XVIe siècle, par le navigateur Juan Fernández, Arctocephalus philippii a commencé à être chassée à grande échelle au XVIIe siècle. On l'a cru éteinte au XXe siècle, jusqu'à ce qu'une petite population d'environ 200 survivants fut redécouverte. Protégée, la population a assez rapidement augmentée. Il y aurait en 2006 environ 10 000 animaux vivants en liberté.